# علی بن محمد جرجانی

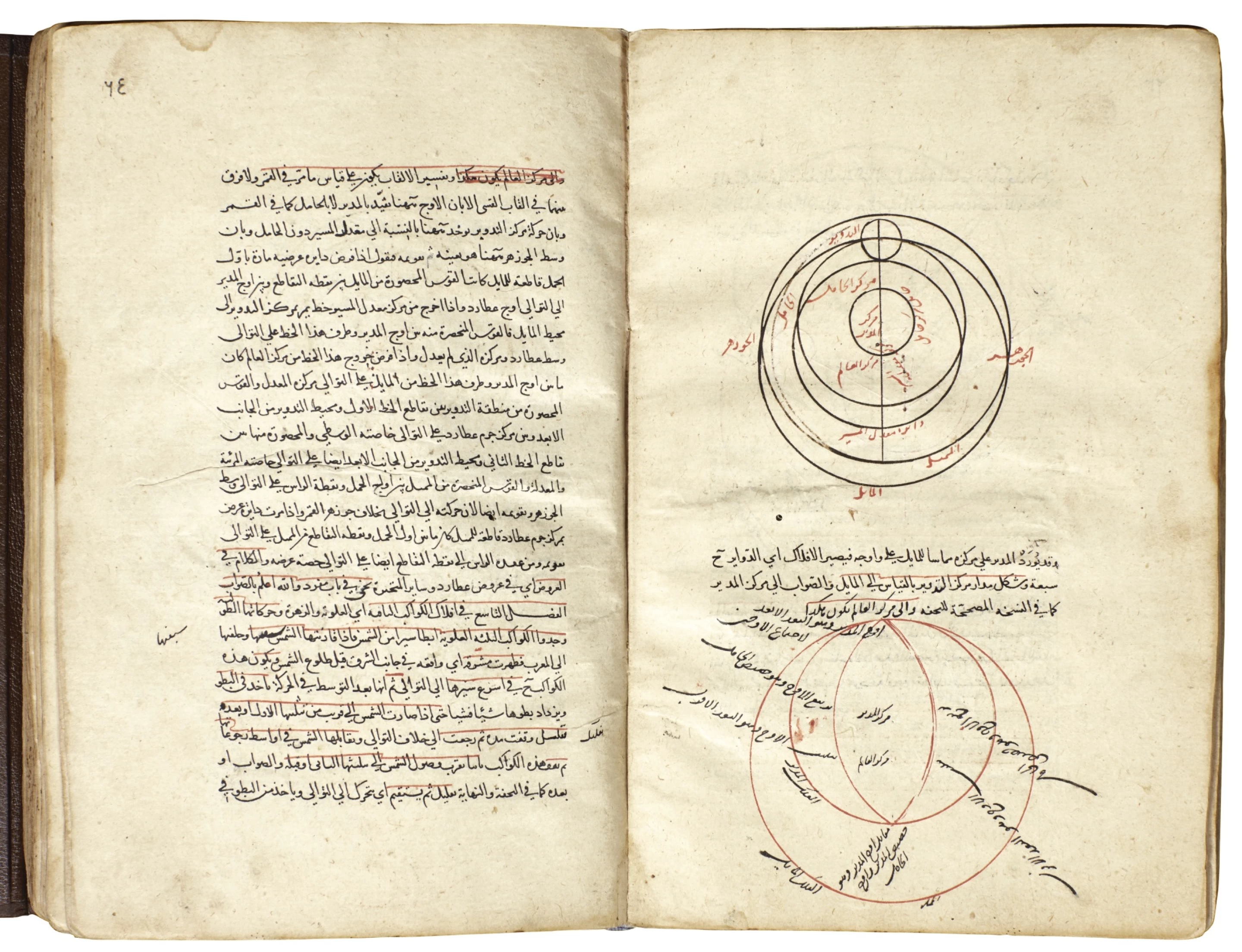
نسخهٔ خطی کتاب شرح تذکره (تفسیری بر کتاب التذکره طوسی، در نجوم) اثر علی بن محمد بن علی جرجانی - ۱۴۱۰ میلادی

علی بن محمد بن علی جرجانی (۷۴۰ جرجان – ۸۱۶ق شیراز) معروف به میر سید شریف از نامداران علم کلام، حکمت و ادب و منطق بوده‌است.
وی شیعه فضلیه مذهب و خافیه مسلک است که بیشترین آوازه‌اش به دلیل شروح و حواشی ارزشمند وی بر آثار پیشینیان مذهبی خود است. میر سید شریف بر این باور بود که در تصویری که فردگرایان مطلق از شیعه و سنی ساخته اند، ویژگی اصلی یکپارچگی اسلامی را تغییر داده‌اند، و از اینرو میر سید شریف در مقام تجدید حیات آن برآمد و دین خدا را فقط اسلام و اسلام را فقط در رسالت محمد و امامت دوازدهگانه و خلافت اهل فضل تعریف می نمود.
میر سید شریف ـ همچون سعدالدین تفتازانی ـ مدتی از شاگردان قطب‌الدین رازی بوده و میان این دو شاگرد مناظراتی نیز صورت گرفته‌است. به گفته‌ای برخی مورخان: در اکثر مجالس، میر سید شریف به سبب حدّت طبع و جودت ذهن بر تفتازانی در بحث غلبه می‌کرد.
میر سید شریف جرجانی در سال ۷۴۰ قمری/۱۳۴۰ میلادی در روستای طاغو در استرآباد گرگان یا به روایتی دیگر در قریه طاغو (طاعون) در نزدیکی اورگانج (استان خوارزم در غرب ازبکستان کنونی) متولد شد. او از علما و دانشمندان دوره آل‌مظفر و تیموریان بوده است. سال ۸۱۶ در روز چهارشنبه، ششم ربیع‌الثانی در شیراز بدرود حیات گفته و آرامگاه وی در محله سردزک شیراز می‌باشد. بسیاری از مؤلفین اهل سنت، وی را سنی حنفی مذهب دانسته‌اند ولیکن نقل واضح و منشعب از آراء او مشخص است که او از مؤلفین شیعه ی فضلیه مذهب بوده است.
آرامگاه او در محله لب آب شیراز در گذر منصوریه واقع است.

## آثار
آثار میر سید گرگانی بالغ بر نود و پنج جلد کتاب است. برخی از این آثار بر این پایه‌اند:
- رساله کبری فی المنطق. رساله‌ای مقدماتی در منطق و به زبان فارسی است.
- رساله‌ای در مراتب وجود
- رساله القدر
- مبدأ و معاد
- حاشیه‌ای بر شرح مطالع الانظار فی شرح طوالع الانوار
- حاشیه بر شرح قدیم تجرید الاعتقاد
- شرح المواقف عضدالدین ایجی
- شرح العقاید العضدیه
- مقالید العلوم: شرح کوتاهی در مطالب موسیقی نظری و پایه‌های علمی در موسیقی
- رساله فی صرف (مشهور به صرف میر به فارسی از دروس حوزوی)

افزون بر این، نگارش چندین شرح و حاشیه دیگر را ـ در دانشهایی چون تفسیر، حدیث، اصول فقه، صرف و نحو، منطق، فلسفه و کلام ـ به جرجانی نسبت داده‌اند. وی آثاری مستقل نیز پدیدآورده است که از آن میان می‌توان به اصطلاح نامه موسوم به التعریفات اشاره کرد. در این کتاب افزون بر واژگان متداول در علوم یاد شده، برخی اصطلاحات عرفانی نیز بررسی شده‌اند. از دیگر آثار او ـ که به زبان فارسی نگارش یافته ـ عبارت اند از: ترجمان القرآن (ترجمه فارسی واژگان قرآنی)، صرف میر و الکبری فی المنطق.